# Chiheru de Jos
Chiheru de Jos é uma comuna romena localizada no distrito de Mureș, na região histórica da Transilvânia. A comuna possui uma área de 112.60 km² e sua população era de 1605 habitantes segundo o censo de 2007.